# Colibrí mango gorjanegre
El colibrí mango gorjanegre (Anthracothorax nigricollis) és una espècie de colibrí molt comuna de Sud-amèrica.

## Descripció
Té un llarg de 10.2 cm i un pes de 7.2 g. El seu bec llarg i negre és lleugerament corb. La cua per a tots dos sexes té plomes negres a l'àrea central i la seva cua exterior és de color negre amb punts vermell vi.
El mascle té la part superior de color verd clar brillant. La seva gola i pit són negre mat amb verd azulat. Els flancs són verd clar i la part posterior del seu pit és més prima en grossor cap a l'estómac.
La femella té la part superior color verd bronze i la seva part inferior color blanc amb una línia central negra. Els que encara no han madurat, mostren uns punts grisos en el seu cap i ales; al voltant dels seus ulls, un to xocolata.

## Distribució i ecologia
Ells viuen des de Panamà fins al noreste de Bolívia, sud del Brasil i nord de l'Argentina. Ells són també present a Trinitat i Tobago. Ells poden migrar fins a 1,000 milers, encara que aquests movimentos no són molt bé estudiats.